# 화이자-바이온텍 코로나19 백신
화이자-바이온텍 코로나19 백신(개발명: BNT162b2, 국제일반명: 토지나메란(Tozinameran), 제품명: 코미나티주(토지나메란)(사스코로나바이러스-2 mRNA 백신))은 미국 화이자와 독일 바이온텍이 공동개발한 코로나19 백신이다. 대한민국에서는 다른 백신과의 구별을 위해 해당 백신을 보라색으로 구별한다.

## 운반
화이자 백신은 영하 70도에서 최대 6개월 동안 보관이 가능하다. 해동 후 5일간 냉장 온도인 영상 2-8도에서 보관이 가능하다. 해동 후 실온에서 6시간 내 접종하지 못하면 폐기해야 한다. 백신은 약병 1개당 5도스(5회 투약분)를 담는다. 보온 기능이 있는 각 컨테이너에는 백신이 5회분씩 담긴 유리병 975개가 초저온을 유지할 드라이아이스와 함께 실린다. 약병 1개에서 5회분을 나눈 뒤, 식염수에 희석해서 접종한다. 화이자의 최대 생산 시설인 미시간주 칼라마주에서 트럭, 비행기를 이용해 백신을 유통시킬 계획이다. 영하 70도 냉동고의 가격이 2만 달러를 넘는다.
화이자 백신은 1회 접종 후 21일 후에 2회 접종이 필요하다. 2회 접종 14일 이후부터 백신의 효과가 나타난다.
화이자 측은 최대 5000회분의 백신을 포장할 수 있는 전용 용기를 개발했다. 전용 용기에 드라이아이스를 넣으면, 영하 70도 조건에서 최장 25일간 운송·보관이 가능하다. 화이자 백신을 일선 동네 의원이나 보건소로 보내려면, 전용 용기 속 물량을 다시 소량용기로 재포장해야 한다. 소량용기 속 온도도 영하 70도로 맞춰야 한다.
2021년 5월 말, 화이자 백신의 냉장보관 가능기간이 기존 5일에서 31일로 연장되어 각국에서 허가되었다.
새로운 주사기는 손실분을 최대한 줄여주는데, 기존 주사기 보다 4배 비싸다. 한 병에 6회 주사를 할 수 있다.

## 부작용
임상시험 결과, 화이자 백신 접종 집단은 27%가 주사 접종 부위 통증, 발작, 부종 등 경증 부작용을 호소했다.
2020년 12월 15일, 알래스카주 주도인 주노에 있는 바틀렛지역병원에서 화이자의 코로나19 백신을 접종받은 한 의료인이 심각한 알레르기 반응을 보여 병원에 입원했다. 이 의료인은 알레르기 병력이 없었지만 백신을 접종한지 10분만에 아나필락시스 증상을 보였다. NYT는 입원한 의료인이 에피네프린 치료를 받은 뒤 현재는 안정된 상태를 보이고 있다고 전했다. 알래스카 의료 종사자가 보인 알레르기 반응은 화이자 백신을 접종한 영국의 의료 종사자 2명이 보인 것과 유사한 과민증 반응이라고 보도했다.
화이자 백신 임상시험 결과 접종한 사람 중 10~15%는 확실한 부작용을 경험했고, 최대 4.6%는 안면 신경 마비나 림프절 부종 등 심각한 부작용을 나타냈다.
2021년 1월 1일, 포르투갈 종양학 연구소 소아학과에서 근무했던 소냐 아세베도(41) 간호사가 사망했다. 지난달 30일 화이자 코로나19 백신을 맞았고 이틀 뒤인 1일 오전 11시께 집에서 급사했다.
화이자 백신 임상시험 과정에서 4만3000여명의 참가자 중 6명이 사망한 바 있다. 이들 중 2명은 실제 백신을 접종했고 4명은 위약군에 속했다. 이에 대해 화이자는 백신과 사망 사이의 인과성은 없었다고 밝혔다.
| 기관계                | 매우 흔하게                                    | 흔하게              | 흔하지 않게                                                                              | 드물게             | 빈도 불명            |
| --------------------- | ---------------------------------------------- | ------------------- | ---------------------------------------------------------------------------------------- | ------------------ | -------------------- |
| 혈액 및 림프계        |                                                |                     | 림프절비대                                                                               |                    |                      |
| 위장관                | 설사                                           | 구토, 오심          | 상복부 통증                                                                              |                    |                      |
| 전신 및 투여부위 병태 | 주사부위 통증, 주사부위 종창, 피로, 오한, 발열 | 주사부위 발적, 통증 | 주사부위 소양감, 주사부위 온감, 주사부위 부종, 주사부위 홍반, 권태, 무력증, 독감유사증상 |                    |                      |
| 면역계                |                                                |                     |                                                                                          |                    | 아나필락시스; 과민증 |
| 대사 및 영양          |                                                |                     | 식욕감퇴                                                                                 |                    |                      |
| 근골격계 및 결합조직  | 관절통, 근육통                                 |                     | 사지 통증, 등허리 통증, 근골격 경직                                                      |                    |                      |
| 신경계                | 두통                                           |                     | 어지러움, 기면                                                                           | 급성 말초 안면마비 |                      |
| 정신장애              |                                                |                     | 불면증                                                                                   |                    |                      |
| 호흡기, 흉곽 및 종격  |                                                |                     | 구인두통증, 코막힘                                                                       |                    |                      |
| 피부 및 피하조직      |                                                |                     | 발진, 다한증, 야간발한                                                                   |                    |                      |

## 승인
2020년 12월 2일, 영국은 화이자-바이온텍에서 개발한 코로나19 백신에 대한 긴급사용승인을 했다. 서방권 최초의 백신 긴급사용승인이다.
12월 4일, 바레인이 긴급사용승인을 했다. 세계 2번째다.
2020년 12월 8일, 영국은 화이자-바이오엔테크가 개발한 코로나19 백신 접종을 시작했다.
12월 9일, 캐나다가 긴급사용승인을 했다. 세계 3번째다.
12월 10일, 사우디아라비아가 긴급사용승인을 했다. 세계 4번째다.
12월 11일, 멕시코가 긴급사용승인을 했다. 세계 5번째다.
2020년 12월 11일, 미국 식품의약국(FDA)이 화이자 백신의 긴급사용을 승인했다. 세계 6번째다. 14일부터 백신 접종을 시작했다. 미 정부가 확보한 화이자 백신은 1억회분으로 화이자 백신이 2회 접종이기 때문에 5000만명이 맞을 수 있는 분량이다.
화이자 및 바이온텍 'BNT162b2' 백신은 143억달러(약 15조7729억원)를 벌어들일 것으로 예상돼 2021년 코로나19 백신 예상수익 집계 중 전체 1위를 차지했다.
영국의 백신 접종을 담당하고 있는 나딤 자하위 장관은 트위터를 통해 "백신 프로그램의 출발이 순조롭다"며 "7일 만에 총 13만7897명이 백신을 접종받았다"고 밝혔다.
2020년 12월 16일, 칠레 보건당국이 미국 화이자와 독일 바이온텍에서 공동개발한 신종 코로나바이러스 감염증(코로나19) 백신의 긴급사용을 승인했다.
12월 21일, 유럽의약품청이 화이자 백신에 대한 긴급사용승인을 했다. 27일부터 접종을 시작했다.
2021년 8월 24일, 미국 식품의약국은 이 백신을 정식 승인했다.
2022년 1월 28일, 식약처는 희석없이 사용가능한 코미나티주 0.1mg/ml의 긴급사용을 승인했으며, 바이알 캡 색상이 회색이다.

### 미성년자 접종 승인
2021년 5월 10일, 화이자는 12~15세 청소년들에 대해 미국 식품의약국에 허가를 신청했다.
2021년 7월 16일, 식약처는 BNT162b2의 나이 변경(만12세 이상)을 승인했다.
2022년 2월 23일, 식약처는 5~11세 소아용 화이자백신의 품목허가를 완료했으며, 성인용 코미나티주 0.1mg와 동일하게 희석없이 사용이 가능하나, 바이알 캡 색상이 주황색이다.

## 같이 보기
- RNA 백신
- 모더나 코로나19 백신 - 모더나 백신
- 옥스퍼드-아스트라제네카 코로나19 백신 - 아스트라제네카 백신
- 존슨앤존슨 얀센 코로나19 백신 - 얀센 백신
- 코로나19 백신